# Campionati mondiali di ginnastica ritmica 2021
I XXXVIII Campionati mondiali di ginnastica ritmica si sono svolti al Kitakyushu City General Gymnasium di Kitakyushu, in Giappone, dal 27 al 31 ottobre 2021 . A causa della posticipazione di un anno dei giochi olimpici, si tratta della prima volta nella storia della ginnastica ritmica in cui giochi e campionati mondiali si sono svolti nello stesso anno. Dina Averina è diventata la prima ginnasta a vincere 4 ori mondiali all around e ha rotto il record di medaglie mondiali vinte, con 22 totali. Alina Harnas'ko è diventata la prima ginnasta non russa a vincere un oro mondiale (nella finale al nastro) dal 2013 e la prima ginnasta bielorussa dal 1996.

## Programma
- Mercoledì 27 ottobre
  - 10:00 - 17:40 Qualifiche Individuali - Cerchio e Palla
  - 19:15 - 19:50 Finale di Specialità: Cerchio
  - 20:00 - 20:40 Finale di Specialità: Palla
- Giovedì 28 ottobre
  - 10:00 - 17:45 Qualifiche Individuali - Clavette e Nastro
  - 19:15 - 19:50 Finale di Specialità: Clavette
  - 20:00 - 20:40 Finale di Specialità: Nastro
- Venerdì 29 ottobre
  - 16:50 - 20:00 All Around a Squadre
- Sabato 30 ottobre
  - 14:30 - 16:40 All Around Individuale (gruppo B)
  - 17:00 - 19:10 All Around Individuale (gruppo A)
- Domenica 31 ottobre
  - 17:30 - 18:15 Finale di Specialità: 5 Palle
  - 18:20 - 19:10 Finale di Specialità: 3 Cerchi e 4 Clavette
  - 20:20 - 20:40 Cerimonia di Chiusura

## Nazioni partecipanti
| Partecipanti               | Nazioni |
| -------------------------- | --- |
| Squadra + 3 individualiste | Azerbaigian Italia Giappone Spagna Ucraina Stati Uniti |
| Squadra + 2 individualiste | Bielorussia Brasile Cina Ungheria Kazakistan |
| Squadra + 1 individualista | Estonia Finlandia Francia Germania Regno Unito India |
| 3 individualiste           | Messico |
| 2 individualiste           | Bulgaria Georgia Romania Corea del Sud Uzbekistan |
| 1 individualista           | Angola Armenia Australia Austria Bolivia Canada Cile Colombia Croazia Cipro Rep. Ceca Ghana Grecia Guatemala Kirghizistan Lettonia Lituania Norvegia Polonia Portogallo Sudafrica Slovenia San Marino Turchia |

## Podi
| Evento               | Oro | Punti   | Argento | Punti   | Bronzo | Punti   |
| A squadre            | |         | |         | |         |
| Completo             | Federazione Russa di Ginnastica Ritmica Arina Averina Dina Averina Polina Orlova Anastasija Bliznjuk Angelina Škatova Alisa Tiščenko Marija Tolkačëva | 304.575 | Italia Alexandra Agiurgiuculese Milena Baldassarri Sofia Raffaeli Martina Centofanti Agnese Duranti Alessia Maurelli Daniela Mogurean Martina Santandrea | 277.575 | Bielorussia Alina Harnas'ko Anastasija Salos Hanna Hajdukevič Nastassja Malakanava Nastassja Rybakova Aryna Cycylina Karyna Jarmolenka | 275.875 |
| Finali Individuali   | |         | |         | |         |
| All-Around           | Dina Averina | 108.400 | Alina Harnas'ko | 105.300 | Arina Averina | 103.200 |
| Cerchio              | Dina Averina | 27.750  | Alina Harnas'ko | 25.950  | Sofia Raffaeli | 25.850  |
| Palla                | Dina Averina | 29.125  | Arina Averina | 27.675  | Alina Harnas'ko | 27.300  |
| Clavette             | Dina Averina | 27.100  | Arina Averina | 26.750  | Anastasija Salos | 26.400  |
| Nastro               | Alina Harnas'ko | 23.950  | Dina Averina | 23.900  | Arina Averina | 23.450  |
| Groups Finals        | |         | |         | |         |
| All-Around a Squadre | Federazione Russa di Ginnastica Ritmica Anastasija Bliznjuk Polina Orlova Angelina Škatova Alisa Tiščenko Marija Tolkačëva                            | 88.350  | Italia Martina Centofanti Agnese Duranti Alessia Maurelli Daniela Mogurean Martina Santandrea                                                            | 86.000  | Bielorussia Hanna Hajdukevič Nastassja Malakanava Nastassja Rybakova Aryna Cycylina Karyna Jarmolenka                                  | 85.400  |
| 5 Palle              | Federazione Russa di Ginnastica Ritmica Anastasija Bliznjuk Polina Orlova Angelina Škatova Alisa Tiščenko Marija Tolkačëva                            | 46.000  | Italia Martina Centofanti Agnese Duranti Alessia Maurelli Daniela Mogurean Martina Santandrea                                                            | 45.600  | Giappone Rina Imaoka Rinako Inaki Rie Matsubara Sayuri Sugimoto Ayuka Suzuki                                                           | 44.500  |
| 3 Cerchi 4 Clavette  | Italia Martina Centofanti Agnese Duranti Alessia Maurelli Daniela Mogurean Martina Santandrea                                                         | 42.275  | Federazione Russa di Ginnastica Ritmica Anastasija Bliznjuk Polina Orlova Angelina Škatova Alisa Tiščenko Marija Tolkačëva                               | 40.950  | Giappone Rina Imaoka Rinako Inaki Rie Matsubara Sayuri Sugimoto Ayuka Suzuki                                                           | 40.900  |

## Medagliere
| Pos.   | Nazione                                 | Oro | Argento | Bronzo | Totale |
| ------ | --------------------------------------- | --- | ------- | ------ | ------ |
| 1      | Federazione Russa di Ginnastica Ritmica | 7   | 4       | 2      | 13     |
| 2      | Italia                                  | 1   | 3       | 1      | 5      |
| 3      | Bielorussia                             | 1   | 2       | 4      | 7      |
| 4      | Giappone                                | 0   | 0       | 2      | 2      |
| Totale | Totale                                  | 9   | 9       | 9      | 27     |